# Бета-гидроксифентанил
Бета-гидроксифентанил, β-гидроксифентанил — опиоид, болеутоляющий, который является производным фентанила. β-гидроксифентанил имеет подобные эффекты как фентанил.

Структурная формула Фентанила

## Побочные эффекты
Зуд, тошнота, задержка дыхания, которая может быть опасной для жизни.

## Правовой статус
В РФ Бета-гидроксифентанил входит в Список I Перечня наркотических средств, психотропных веществ и их прекурсоров, подлежащих контролю в Российской Федерации (оборот запрещён)